# Joe Pack
Joe Pack (Eugene, 10 de abril de 1978) es un deportista estadounidense que compitió en esquí acrobático, especialista en la prueba de salto aéreo.
Participó en dos Juegos Olímpicos de Invierno, en los años 2002 y 2006, obteniendo una medalla de plata en Salt Lake City 2002, en la prueba de salto aéreo.
Ganó dos medallas de bronce en el Campeonato Mundial de Esquí Acrobático, en los años 1999 y 2001.

## Medallero internacional
| Juegos Olímpicos   | Juegos Olímpicos                | Juegos Olímpicos  | Juegos Olímpicos |
| Año                | Lugar                           | Medalla           | Competición      |
| ------------------ | ------------------------------- | ----------------- | ---------------- |
| 2002               | Salt Lake City (Estados Unidos) | Medalla de plata  | Salto aéreo      |
| Campeonato Mundial |                                 |                   |                  |
| Año                | Lugar                           | Medalla           | Competición      |
| 1999               | Meiringen (Suiza)               | Medalla de bronce | Salto aéreo      |
| 2001               | Whistler (Canadá)               | Medalla de bronce | Salto aéreo      |